# Вічність і один день (фільм, 1998)

## Текст заголовка
«Вічність і один день» (грец. Μια αιωνιότητα και μια μέρα, Mia aioniotita kai mia mera) — грецький драматичний фільм 1998 року поставлений режисером Тео Ангелопулосом. Фільм здобув Золоту пальмову гілку і Приз екуменічного журі на 51-му Каннському кінофестивалі 1998 року та низку інших фестивальних та професійних кінонагород . Фільм брав участь у відборі від Греції на здобуття кінопремії «Оскар» у категорії «Найкращий фільм іноземною мовою», але не потрапив до списку номінантів.

## Сюжет
Александр (Бруно Ганц) — поет похилого віку. Йому доводиться покинути свій затишний дім в Салоніках, оскільки лікарі виявили у нього невиліковну хворобу, і тепер йому належить лягти в лікарню. Наостанок він намагається привести до ладу усі незакінчені справи та знайти нового власника для своєї собаки. Жити йому залишилося один день. У свій останній день Александр рятує від поліційної облави маленького хлопчика-албанця (Ахілес Скевіс) — бродячого мийника вікон, та відвідує свою дорослу доньку (Ірис Чаціантоніо). Він згадує свою покійну дружину Анну (Ізабель Рено), яка померла 30-річною, як зараз і його донька. Александр не говорить їй про свій діагноз, а лише передає листа своєї дружини, її матері. Незабаром Александр дізнається, що його донька з коханцем вже продали його квартиру без його згоди.
Тим часом врятований хлопчик просить Александра допомогти йому перетнути кордон з Албанією, де він, за його словами, щасливо жив раніше. Втім, це виявляється зробити неможливо: кордон надійно охороняється, і приятелям ледве вдається врятуватися від пильного вартового. Вони повертаються назад після зізнання хлопчика, що він багато чого набрехав про своє минуле життя. Дивлячись на свого нового друга, що веде «справжнє», активне й ризиковане життя, Александр виходить зі ступора, перестає жаліти самого себе.
Александр переживає за своє минуле: вже майже прожите життя, хлопчик переживає за своє майбутнє: подорож до Албанії. Він розповідає поетові, що в горах, які розділяють Грецію та Албанію, зустрічаються мінні поля; а також про людей, які викрадають бездомних дітей, щоб продати їх названим батькам або використати в сексуальних оргіях.
Друзі вирішують вирушити до Албанії на автобусі, і в дорозі їм зустрічається безліч колоритних і незвичайних персонажів.
Через деякий час ми бачимо цього хлопчика: його, з десятками інших хлопчиків, у невідомому напрямі відвіз величезний, яскраво освітлений корабель.
Александр входить у свій старий дім та виходить на задній двір. Там стоїть сонячний літній день, він бачить Анну та своїх старих друзів, які співають і танцюють. Вони кличуть його приєднатися до них, і невдовзі залишаються лише Александр і Анна. Поступово поет втрачає слух, а потім і зір. Він зізнається своїй покійній дружині, що не ліг в лікарню, як цього вимагали лікарі, і запитує, чи довго триватиме «завтра». Анна відповідає своєму чоловікові, що «завтра триватиме вічність і один день».

## У ролях
| • Бруно Ганц            | … | Александр         |
| • Ізабель Рено          | … | Анна              |
| • Фабріціо Бентівольо   | … | поет              |
| • Акілеас Скевіс        | … | хлопчик           |
| • Лазарос Ендрю         | … |                   |
| • Арістотеліс Апоскітіс | … |                   |
| • Деспіна Бебеделлі     | … | мати Александра   |
| • Ірис Шациантоніу      | … | донька Александра |
| • Елені Герасіміду      | … | Уранія            |

## Знімальна група
- Автори сценарію — Тодорос Ангелопулос, Тоніно Гуерра, Петрос Маркаріс, Джорджо Сільваньї
- Режисер-постановник — Тодорос Ангелопулос
- Продюсери — Тодорос Ангелопулос, Ерік Гойманн, Джорджо Сільваньї
- Асоційований продюсер — Мартін Вібель
- Оператор — Йоргос Арванітіс, Андреас Сінанос
- Композитор — Елені Караіндру
- Монтаж — Янніс Цицопулу
- Художник по костюмах — Костас Дімітріадіс, Гіоргос Зіакас
- Художник-декоратор — Гіоргос Пацас
- Підбір акторів — Александрос Лабрідіс

## Нагороди та номінації
| Нагороди та номінації фільму «Вічність і один день» | Нагороди та номінації фільму «Вічність і один день» | Нагороди та номінації фільму «Вічність і один день» | Нагороди та номінації фільму «Вічність і один день» | Нагороди та номінації фільму «Вічність і один день» | Нагороди та номінації фільму «Вічність і один день» |
| Рік                                                 | Кінофестиваль/кінопремія                            | Категорія/нагорода                                  | Номінант                                            | Результат                                           |                                                     |
| --------------------------------------------------- | --------------------------------------------------- | --------------------------------------------------- | --------------------------------------------------- | --------------------------------------------------- | --------------------------------------------------- |
| 1998                                                | Каннський міжнародний кінофестиваль                 | Золота пальмова гілка                               | Вічність і один день                                | Перемога                                            |                                                     |
| 1998                                                | Каннський міжнародний кінофестиваль                 | Приз екуменічного журі                              | Вічність і один день                                | Перемога                                            |                                                     |
| 1998                                                | Міжнародний кінофестиваль у Салоніках               | Найкращий фільм                                     | Вічність і один день                                | Перемога                                            |                                                     |
| 1998                                                | Міжнародний кінофестиваль у Салоніках               | Найкращий режисер                                   | Тодорос Ангелопулос                                 | Перемога                                            |                                                     |
| 1998                                                | Міжнародний кінофестиваль у Салоніках               | Найкращий сценарій                                  | Тодорос Ангелопулос                                 | Перемога                                            |                                                     |
| 1998                                                | Міжнародний кінофестиваль у Салоніках               | Найкраща акторка другого плану                      | Елені Герасіміду                                    | Перемога                                            |                                                     |
| 1998                                                | Міжнародний кінофестиваль у Салоніках               | Найкраща музика                                     | Елені Караіндру                                     | Номінація                                           |                                                     |
| 1998                                                | Міжнародний кінофестиваль у Салоніках               | Найкращі декорації                                  | Гіоргос Пацас                                       | Перемога                                            |                                                     |
| 1998                                                | Міжнародний кінофестиваль у Салоніках               | Найкращий дизайн костюмів                           | Костас Дімітріадіс, Гіоргос Зіакас                  | Перемога                                            |                                                     |
| 1998                                                | Міжнародний кінофестиваль в Сан-Паулу               | Глядацький приз за найкращий фільм                  | Вічність і один день                                | 3-є місце                                           |                                                     |
| 1998                                                | Кінофестиваль Camerimage                            | Золота жабка                                        | Йоргос Арванітіс, Андреас Сінанос                   | Перемога                                            |                                                     |